# オルゴーゾロ
オルゴーゾロ（イタリア語: Orgosolo）は、イタリア共和国サルデーニャ自治州ヌーオロ県にある、人口約4,200人の基礎自治体（コムーネ）。

## 地理

### 位置・広がり

#### 隣接コムーネ
隣接するコムーネは以下の通り。
- ドルガーリ
- フォンニ
- マモイアーダ
- ヌーオロ
- オリエーナ
- タラーナ
- ウルツレーイ
- ヴィッラグランデ・ストリザーイリ